# Etrema subauriformis
Etrema subauriformis é uma espécie de gastrópode do gênero Etrema, pertencente à família Clathurellidae.